# Quarter Bach
Quarter Bach (en anglais) ou Cwarter Bach (en gallois) est une communauté du Carmarthenshire, au pays de Galles.
Elle comprend les villages de Upper Brynamman (en), Cefn-bryn-brain (cy), Rhosamman et Ystradowen (cy). Au recensement de 2011, elle comptait 2 921 habitants.